# Daniel Patrick Moynihan United States Courthouse
Le Daniel Patrick Moynihan United States Courthouse ou Foley Square Federal Courthouse est un gratte-ciel de 125 mètres de hauteur construit à New York aux États-Unis de 1991 à 1994. Il est situé dans le Civic Center au sud de Manhattan, près du siège de la Cour suprême de New York. Il abrite la cour fédérale de district pour le district sud de l'État de New York (United States District Court Southern District of New York).
Les locaux du tribunal se répartissent sur 27 étages pour une surface de plancher de 83 612 m2.
Les architectes de l'immeuble sont les agences d'architecture Kohn Pedersen Fox Associates et Simmons Architects.
Son nom rend hommage à Daniel Patrick Moynihan, sénateur de l'État de New York au Congrès de 1977 à 2001, après avoir été ambassadeur des États-Unis, notamment auprès de l'Organisation des Nations unies.